# Chaetomium tetrasporum
Chaetomium tetrasporum är en svampart som beskrevs av S. Hughes 1946. Chaetomium tetrasporum ingår i släktet Chaetomium och familjen Chaetomiaceae.   Inga underarter finns listade i Catalogue of Life.